# CBS Overnight News
CBS Overnight News é um telejornal estadunidense produzido e exibido pela CBS. É levado ao ar  durante as primeiras horas da manhã, de segunda a sexta-feira.

## História
A história do programa remonta ao lançamento do primeiro programa de notícias da rede, o CBS News Nightwatch, que estreou em 3 de outubro de 1982; esse programa foi originalmente ancorado por Christopher Glenn, Harold Dow, Felicia Jeter e Karen Stone, que mais tarde se juntaram a Mary Jo West. Em 1984, a produção do Nightwatch mudou-se da cidade de Nova York para Washington, D.C., quando Charlie Rose (que mais tarde retornou à CBS News como co-âncora da CBS This Morning) e Lark McCarthy se tornaram as âncoras do programa. O formato do Nightwatch era um híbrido de um noticiário tradicional e um programa de entrevistas e debates.
A CBS anunciou sua decisão de cancelar o Nightwatch no início de 1992. Em 30 de março de 1992, a CBS lançou Up to the Minute para concorrer com os noticiários noturnos, World News Now e NBC Nightside, respectivamente.
Em 25 de junho de 2015, o Newsday informou que a CBS News havia decidido cancelar o Up to the Minute, mas planejava manter o horário das 3h para programação de notícias. Up to the Minute terminou em 18 de setembro de 2015 após 23 anos. O programa foi substituído três dias depois, em 21 de setembro, pelo CBS Overnight News.

## Âncoras
- Russ Mitchell (1992–1993)
- Monica Gayle (1992–1993)
- Troy Roberts (1993–1995)
- Sharyl Attkisson (1993–1995)
- Nanette Hansen (1995–1998)
- Mika Brzezinski (1998–2000)
- Melissa McDermott (2000 – 2006)
- Meg Oliver (2006 – 2009)
- Michelle Gielan (2009 – 2010)
- Betty Nguyen (2010 – 2012)
- Terrell Brown (2012 – 2013)
- Anne-Marie Green (2013 – 2015)
- Jeff Glor (2015 – 2016; 2017 – 2019)
- Scott Pelley (2015 – 2017)
- Elaine Quijano (2016 – presente)
- Anthony Mason (2017)
- Norah O'Donnell (2019 – presente)